# Orrell, Greater Manchester
Orrell är en stad i distriktet Wigan i Greater Manchester i England. Orten har 11 513 invånare (2011).